# Síndrome de opsoclonus-mioclonus
Síndrome de opsoclonus-mioclonus é uma síndrome neurológica caracterizada por movimentos abruptos dos olhos e mioclonias.